# New-Ton
New-Ton – pierwszy studyjny album polskiego rapera Vixena. Został wydany 12 września, 2009 roku nakładem własnym w dystrybucji wytwórni Fonografika. Gościnnie na płycie wystąpili Peja, Młodziak, Sandra, Massey i Narine. Producentem całej płyty był sam Vixen.

## Lista utworów
Opracowano na podstawie źródła.
1. „Showtime!”
2. „Jeszcze mnie nie znasz”
3. „Pokaz” (gościnnie: Rychu Peja)
4. „Nie mam nic”
5. „Przyszedłem znikąd” (gościnnie: Młodziak)
6. „Ludzie chcą więcej, niż mogą dostać”
7. „Rusz Tym”
8. „Wszyscy myślą” (gościnnie: Sandra)
9. „Nie jeden raz” (gościnnie: Massey)
10. „Kto ma to flow”
11. „Mam to”
12. „Prawie popłynąłem” (gościnnie: Narine)
13. „Nie oceniajcie mnie”
14. „Zrobiłem to!”